# Humboldt-Gesellschaft
Die Humboldt-Gesellschaft für Wissenschaft, Kunst und Bildung ist eine deutschsprachige Gesellschaft, die sich wissenschaftlichen und künstlerischen Aufgabenstellungen in der universellen Sichtweise und dem kreativen Forschergeist der Brüder Wilhelm und Alexander von Humboldt verpflichtet fühlt und zur Förderung umfassender Bildung auf humanistischer Grundlage beitragen will. Einige Mitglieder und durch die Gesellschaft ausgezeichnete Personen standen jedoch der Neuen Rechten nahe oder hatten eine nationalsozialistische Vergangenheit.

## Ziele
Die Humboldt-Gesellschaft fördert die Natur- und Geisteswissenschaften wie auch die Kunst und will durch ihre Tätigkeit wesentlich zu einer Förderung der Bildung auf dem Boden des Humanismus beitragen. Diese Ziele werden durch wissenschaftliche Tagungen und Vorträge sowie Publikationen und wissenschaftliche Exkursionen verwirklicht, die die Gesellschaft zugleich als Beiträge zum Diskurs über aktuelle kulturpolitische Themen versteht. Weiter befasst die Gesellschaft sich in Positionspapieren mit drängenden Fragen unserer Zeit, fördert Forschungsvorhaben in freier Zusammenarbeit mit anderen Akteuren und will mit dem an Schulen im In- und Ausland ausgeschriebenen Humboldt-Bildungspreis das Humboldt’sche Gedankengut auch an die junge Generation herantragen.

## Aktivitäten
Zweimal im Jahr finden wissenschaftliche Tagungen statt, die auch der Öffentlichkeit zugänglich sind und bei denen Vorträge, Diskussionen, Dichter- bzw. Autoren-Lesungen und musikalische Darbietungen Schwerpunkte darstellen. Weiterhin werden Exkursionen und Besichtigungen angeboten. In der Humboldt-Bibliothek befinden sich Publikationen über das Leben und Wirken der Brüder von Humboldt. Sie steht allen Mitgliedern, aber auch der Öffentlichkeit, zur Verfügung. Darüber hinaus unterhält die Gesellschaft auf dem Gut Rödgen (Ortsteil von Mansfeld in Sachsen-Anhalt) eine Regionalvertretung, die mit lokalen Institutionen und der Novalisgesellschaft zusammenarbeitet.

## Geschichte
Gegründet wurde die Humboldt-Gesellschaft von 24 Personen am 12. Mai 1962 an ihrem Sitz in Mannheim. Initiator und Mitgründer war der Jurist Herbert Kessler.
Vor allem in der Anfangszeit ihrer Entwicklung durchlief die Gesellschaft eine Reihe von problematischen Phasen und internen Auseinandersetzungen – insbesondere auch hinsichtlich des Einflusses aus dem rechten Milieu. Dies lässt sich nachverfolgen u. a. anhand von umstrittenen Präsidentschaften (wie z. B. Carl Haensel), zweifelhaften Veröffentlichungen (wie z. B. durch Karlfried Graf Dürckheim) sowie heute unverständlichen Ehrungen (wie z. B. von Ernst Jünger oder von Konrad Lorenz, ersterer einer der Vordenker der Neuen Rechten, letzterer ehemaliger Mitarbeiter des Rassenpolitischen Amtes der NSDAP). 1991 wurden Vorwürfe über demokratiefeindliche Tendenzen oder gar das Vertreten eines biologistischen Menschenbildes laut.

## Leitung
Das Präsidium besteht aus 7 bis 10 Mitgliedern. Neben dem Präsidenten, dem Vizepräsidenten, dem Schatzmeister, dem Geschäftsführer, dem Schriftführer und dem Beigeordneten ist darin wesentlich der "Akademische Rat" durch dessen Koordinator vertreten.
Dieses Gremium, in das herausragende Mitglieder der Gesellschaft gewählt werden, hat die Aufgabe, das Präsidium bei der Erfüllung seiner Aufgaben inhaltlich zu beraten: Es unterbreitet Vorschläge für die inhaltliche Gestaltung der Tagungen, erarbeitet Positionspapiere der Humboldt-Gesellschaft zu gesellschaftlich relevanten Fragen und hat die Abhandlungen der Humboldt-Gesellschaft unter seiner fachlichen Obhut. Außerdem legt der Akademische Rat dem Präsidium Vorschläge für engere Kontakte mit anderen Institutionen (wie z. B. Gymnasien, die den Namen der Brüder Humboldt tragen) vor.
Siehe unten: Präsidenten der Humboldt-Gesellschaft

## Auszeichnungen
Die Humboldt-Gesellschaft ehrt ihre Mitglieder, aber ebenso Persönlichkeiten der Wissenschaft und des öffentlichen Lebens mit mehreren Auszeichnungen für deren herausragende Leistungen bzw. deren Lebenswerk in Wissenschaft, Kunst und Bildung.
Ehrungen sind u. a. die Ehrenmitgliedschaft in Anerkennung besonderer Verdienste von Mitgliedern und – seit 1964 – die Goldene Medaille für ein herausragendes Lebenswerk von Persönlichkeiten des öffentlichen Lebens.